# Gargano
Gargano (talijanski: Promontorio Del Gargano ili Monte Gargano) je rt koji strši u Jadransko more na istočnoj obali Italije, u provinciji – Foggia (regija Apulija). Zbog njegovog oblika ga zovu i Sperone d’Italia (Mamuza talijanske čizme).

## Zemljopisne karakteristike
Gargano je brdoviti poluotok površine od 2015 km², koji se sastoji od vapr. Krnca, okružen terasama iz različitih geoloških razdoblja, čija je najviša točka Planina Calvo visoka 1065 m.
 Duž sjeverne obale poluotoka leže dvije velike lagunae Lesina i Varano, koje razdvaja brdo Elia visoko 260 m.
Sjeverne strane polotoka duž obale, kultivirane su citrusima, maslinama i vinogradima, a južne koje se spuštaju do Ravnice Foggia, poznate su po svojim teškim crnim vinima. 
Od nekadašnjih velikih hrastovih šuma, poznatih još od antike ostalo je danas jako malo, tako da je velik dio unutrašnjosti Gargana danas ogoljen do kamena. Ima nešto bukovih šuma, kao relikta nekadašnjeg bujnog šumskog pokrova.
Gradovi Vieste, na istoku, i Manfredonia, na jugu poluotoka, su najveće turističke destinacije na obali, a Monte Sant'Angelo, drevni hodočasnički centar uz obližnji San Giovanni Rotondo, u kojem se kopa boksit, su najveći su gradovi u unutrašnjosti.
Vjekovna izolacija Gargana dokinuta je izgradnjom autoceste Foggia – Manfredonia.
U cilju očuvanja prirode, šuma i močvara po lagunama Lesina i Varano, koje su važne za migraciju ptica – 1995., osnovan je Nacionalni park Gargano na površini od 1200 km².

## Vanjske poveznice
- Nacionalni park Gargano
- Gargano na portalu Encyclopædia Britannica